# Anna Wickham
Anna Wickham fue el seudónimo de Edith Alice Mary Harper (1883–1947), una poeta inglesa - australiana que fue pionera de la poesía modernista, y una de las poetas más importantes de la primera mitad del siglo XX. Fue amiga de otros escritores de la época, como DH Lawrence, George Bernard Shaw, Katherine Mansfield y Dylan Thomas. Ella vivió una vida no convencional, moviéndose entre Australia, Inglaterra y Francia. Es recordada como una figura modernista y escritora feminista, su poesía le valió una gran reputación entre sus coetáneos y fue incluida en varias antologías. Su reputación literaria ha mejorado desde su muerte y actualmente es considerada una de las más importantes escritoras de principios del siglo XX.

## Primeros años
Nació en Wimbledon, Londres y se crio en Australia en una existencia bastante desordenada, principalmente en Brisbane y Sídney. Sus seudónimos implicaron una autoidentificación australiana: "Wickham" fue adoptado de una calle de Brisbane; también había usado "John Oland" para su primer libro, que aludía a las cuevas Jenolan en Nueva Gales del Sur.
Wickham regresó a Londres en 1904, donde tomó clases de canto y ganó una beca de teatro (en el futuro RADA, que se acababa de fundar). Continuó cantando en París en 1905 con Jean de Reszke, el tenor polaco.
En 1906 se casó con Patrick Hepburn, un abogado de Londres con interés en la arquitectura románica, y más tarde en la astronomía. Tuvieron cuatro hijos. Vivieron primero en el centro de Londres y luego en casas de la familia en Hampstead: Downshire Hill desde 1909 y desde 1919 una casa en Parliament Hill que ya fue su hogar permanente.
Ella se involucró en el movimiento filantrópico contemporáneo que estaba relacionado con el cuidado materno en el Hospital St Pancras.

## Carrera
Su primer libro de poemas, Songs by John Oland, se publicó en 1911, y se centró especialmente en los conflictos entre hombres y mujeres, que se describen en poemas como "Song of the Low-Caste Wife", "Surrender" y "Divorce". Otros temas incluían la ambición de ser escritora, la pérdida de la fe religiosa posterior a Darwin y la maternidad. Su esposo se enojó con la publicación de un libro y, posteriormente, también captó el interés de sus amigos en los círculos astronómicos. Era conocido por ser posesivo y, en general, no apoyaba su canto y escritura, lo que pudo originar la crisis que la llevó a la hospitalización psiquiátrica en 1911 por un período de aproximadamente seis semanas. En su autobiografía representó este hecho relacionado con la hostilidad de su marido a su poesía. Dadas las complejidades de su vida emocional en ese momento, después del parto (con dos abortos espontáneos) y sus conflictos parentales, habría habido otros factores en juego, pero este tipo de hostilidad no era inusual para las escritoras pioneras de la época.
Poco después, conoció a Harold Monro en su Poetry Bookshop. Él la alentó a escribir, y ella publicó un segundo libro en 1915. Así comenzó una etapa de treinta años durante los cuales se mezcló con escritores en Londres (y más tarde en París). Llevaba una vida bohemia en paralelo con la vida familiar que a menudo sentía que la obstaculizaba.
Durante la Primera Guerra Mundial, Patrick Hepburn pasó un tiempo lejos de casa y se unió al RNAS. Durante este tiempo, Wickham entabló amistad con DH Lawrence y su esposa Frieda. Se dice que sus relaciones con el novelista Eliot Bliss fueron íntimas.
Su tercer hijo Richard murió de escarlatina a los cuatro años. Pasó un período a principios de la década de 1920 en París, después de su muerte, para recuperarse. Allí se enamoró de Natalie Barney. Aunque no fue correspondida de la misma manera, mantuvieron una correspondencia, más tarde publicada como Postcards y Poems. Conoció a algunas figuras destacadas de París en el modernismo anglófono de la época.
Se cree que su matrimonio estuvo en crisis durante 1926 y se separó de su esposo en 1928. Este murió en un accidente durante las vacaciones de 1929.
Durante la década de 1930, fue muy conocida en el mundo literario de Londres y escribió mucha poesía (gran parte de la cual se perdió en la guerra); pero le resultó difícil conseguir su publicación. Encontró el apoyo de John Gawsworth, quien publicó una colección en la Richards Press de su trabajo en 1936. Un extenso ensayo autobiográfico de Prelude to a Spring Clean data de 1935. Ese fue el año en que apoyó a los recién casados Dylan Thomas y Caitlin aunque luego se peleó con ellos.
Se suicidó durante el invierno de 1947.

## Obra
- Songs of John Oland (1911)
- The Contemplative Quarry (1915)
- The Man With A Hammer (1916)
- The Little Old House 1921
- Anna Wickham: Richards' Shilling Selections from Edwardian Poets (1936, Richards Press)
- Selected Poems (1971)
- The Writings of Anna Wickham: Free Woman and Poet (1984) editado por R. D. Smith, incluye "Prelude to a Spring Clean".